# 新化 (大字)
新化，原稱為大目降，是臺灣臺南市新化區的一個傳統地域名稱，也是全區行政中心所在地，位於該區中部略偏西，並向北延伸至邊界。相較於今日行政區，其範圍大致包括武安里北大半部、東榮里不含西南端、護國里、太平里不含西北端、礁坑里西北部凸出部分的北端、𦰡拔里西北端。
本地區境內主要聚落為大目降（新化），設有臺南大學附屬啟聰學校、新化高中、新化高工、新化國中、新化國小。

## 歷史
台灣日治初期，新化地區為一街庄，稱為「大目降街」（舊制街庄），隸屬於大目降里。該街昔日北與番仔藔庄、潭頂庄為鄰，東與𦰡拔林庄、礁坑仔庄為鄰，南邊為知母義庄，西南邊為洋仔庄，西邊為唪口庄、北勢庄。
1901年（日治明治三十四年）11月11日，全台廢縣廳改設二十廳，該街隸屬於臺南廳。1904年（明治三十七年）3月31日，該街編入「大目降區」，隸屬於臺南廳。1909年（明治四十二年）10月25日，全台合併二十廳為十二廳，大目降區仍隸屬於臺南廳。1920年（大正九年）10月1日，全台地方制度大改正，廢十二廳改設五州二廳，該街改制並改名為「新化」大字，隸屬於臺南州新化郡新化街（新制街庄）。
戰後新化街改制為新化鎮，隸屬於臺南縣，大字亦改制為里。1950年（民國39年）10月25日，雲、嘉、南分治，新化鎮仍隸屬於臺南縣。2010年（民國99年）12月25日，臺南縣、市合併為直轄臺南市，新化鎮改制為新化區。

## 聚落
本地區發展較早的聚落為大目降（新化），在日治初期的官方地圖上已有記載。

## 交通
國道3號又稱「福爾摩沙高速公路」，是貫穿臺灣西部的兩條縱向高速公路之一，經過本地區中部偏東，並在北側邊界外緣的國道8號交會處設有新化系統交流道。最近的一般交流道距離甚遠，多利用省道台20線經國道8號的新化端交流道、國道8號、新化系統交流道銜接國道3號。由此可快速前往國道3號沿線各地。
省道台19甲線是鹽水至赤崁的幹道，經過本地區主聚落。由該道路北行可前往新市區、善化區、麻豆區、下營區等地；南行可前往關廟區、高雄市阿蓮區、岡山區、梓官區等地。
省道台20線是臺南至德高的幹道，其中部分路段稱為「南橫公路」（目前並未全線通車），經過本地區主聚落。由該道路西行可前往永康區、北區、中西區，並止於湯德章紀念公園圓環；東行經國道8號新化端交流道後可前往山上區南端、左鎮區、玉井區、南化區等地。
市道180甲線是大灣至新化的道路，其東側端點（終點）位於本地區西部南側邊界外不遠處的新化衍生聚落內中山路路口，由此向西南可前往永康區南部，並止於市道180號路口。
區道南144-1線是北勢至新化的道路，其東側端點（終點）位於本地區西部、主聚落內中正路路口。
區道南168線是新化至睦光（實際終點為內崗仔林）的道路，其西側端點（起點）位於本地區南部邊界外不遠處的省道台17甲線路口，由此向東南東轉東會經過本地區南部邊界地帶東段。
區道南168-1線是北五甲勢至鳥占湖的道路，其西側端點（起點）位於本地區南部邊界地帶中央偏東的區道南168線路口。
區道南169線是新化至牛稠埔的道路，其北側端點（起點）位於本地區西南部、主聚落內復興路290巷路口。
區道南172線是新化至三十六崙的道路，其西側端點（起點）位於本地區中部偏南的省道台19甲線路口。
區道南175線是山上至虎頭山的道路，經過本地區東部，位於國道3號東側。

## 學校
- 國立臺南大學附屬啟聰學校
- 國立新化高級中學
- 國立新化高級工業職業學校
- 臺南市立新化國民中學
- 臺南市新化區新化國民小學

## 公務機關
- 新化區公所
- 臺南市新化戶政事務所
- 臺南市政府警察局新化分局暨新化派出所
- 臺南市政府消防局第四大隊新化消防分隊

## 醫療機構
- 台灣省私立台南仁愛之家附設仁馨醫院